# Abu Nuwas

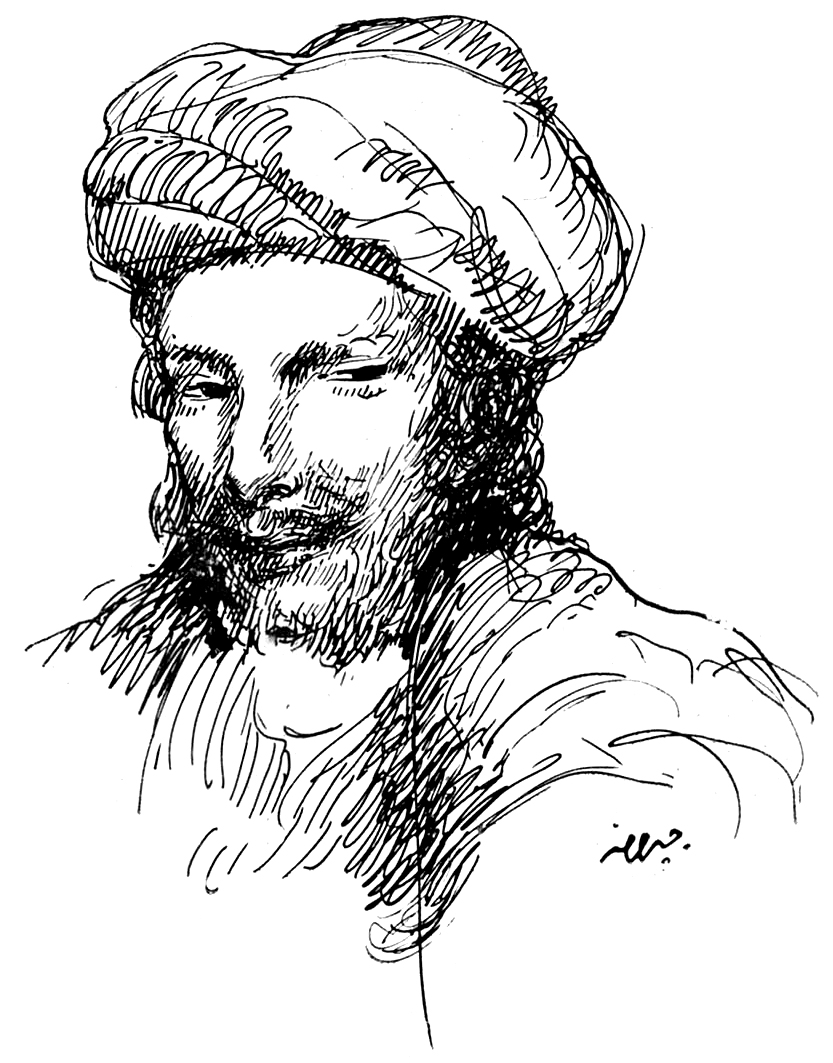
Abu Nuwas, Tekening door Kahlil Gibran, al-Funun 2, no. 1 (Juni 1916)

Abu-Nuwas (of Aboe Noewas) al-Hasan ben Hani al-Hakami (c.a. 750–810), ook bekend als Abū-Nuwās (Arabisch:ابونواس), was een Arabische dichter, die wordt gerekend tot de grootste klassieke Arabische en Perzische dichters. Hij was een meester in alle standaard genres van Arabische poëzie. In de verhalen van Duizend-en-één-nacht is hij de metgezel van kalief Haroen ar-Rashid.

## Jonge jaren en werk
Zijn moeder heette Jullaban en was een Perzische naaister (of verkoopster van bamboevoorwerpen) van eenvoudige afkomst. Ze zou nooit Arabisch hebben geleerd. Ten tijde van Abu's geboorte was ze weduwe, hoewel ze later zou hertrouwd zijn met een zekere 'Abbas. Ze bleef langer leven dan haar zoon en ontving na diens dood de magere erfenis van 200 dinar.
Bronnen over Nuwas’ exacte geboortejaar verschillen van 747 tot 762. Sommige bronnen beweren dat hij in Damascus geboren zou zijn, anderen spreken over Bosra of Ahvaz. Zijn volledige naam was Abu ‘Ali al-Hasan ibn Hani al-Hakami, 'Abu Nuwas' was een bijnaam en betekent letterlijk vader van de gekrulde haarlok. 
Abu's vader Hani’ ibn ‘Abd al-Awwal had in het leger gediend van Marwan II, de laatste Omajjadische kalief. Diens grootvader al-Sabbah had gediend in een clan van de Zuid-Arabische stam Sa'd ibn 'Ashira. Uit de poëzie van Abu Nuwas bleek soms een uitgesproken minachting voor de Noord-Arabische stammen.
Toen Abu nog heel jong was verhuisde zijn moeder naar Basra en hij ging naar de plaatselijke Koranschool. Hij werd al op jonge leeftijd hafiz, dat wil zeggen dat hij de Koran uit het hoofd kende. Hij trok de aandacht van de dichter Abu Usama Waliba ibn al Hubab al-Asadi (overleden 786), die hem als leerling meenam naar Koefa. De vrijpostige homo-erotische poëzie van Waliba, en diens minachting voor heilige huisjes en voor de duivel hebben Abu Nuwas sterk beïnvloed. Waliba werd ook seksueel aangetrokken door de jonge Abu. Het is niet zeker of ze een erotische relatie hadden, maar de latere relaties die Abu Nuwas met jongere mannen had, lijken een afspiegeling van zijn eerdere ervaringen met de oudere dichter.
Waliba arrangeerde voor Abu ook een verblijf van een jaar in de woestijn bij de bedoeïenen om hun beroemde taalzuiverheid en hun bijzondere woordenschat op te zuigen.
Na  het woestijnverblijf trok hij terug naar Basra om zicht te vervolmaken onder een heel ander soort mentor, de literaire geleerde en dichter Khalaf al-Ahmar. Diens strengheid contrasteerde met de informele aanpak van Waliba. Khalaf was een meester van de traditionele bedoeïenenpoezie, en het is waarschijnlijk aan hem te danken dat Abu Nuwas in zijn gedichten vaak toespeelde op de pre-islamische literatuur.
Abu Nuwas verhuisde uiteindelijk rond 786 naar Bagdad, vermoedelijk vergezeld door Walibah ibn al-Hubab. Bagdad was de hoofdstad van de nieuwe kaliefendynastie der Abbasiden en haar stichting was pas in 766 afgerond. Hier begon hij met het schrijven van zijn eerste gedichten.
Hij deed vergeefse pogingen om in de gunst te komen van kalief Haroen ar-Rashid door bemiddeling van de Barmakiden, een Perzische clan van hoge ambtenaren. In de Duizend-en-een-nacht treedt Abu Nuwas op als nauwe vriend van Haroen, maar in werkelijkheid was de gematigde, conservatieve en gelovige Haroen allerminst gesteld op de respectloze dichter, die hij verschillende keren deed opsluiten voor dronkenschap, godslastering en een satire tegen de Noord-Arabische stammen (waarmee de Hasjemiet Haroen verwant was). Abu Nuwas zou later wél nauw bevriend met zijn veel lossere zoon en opvolger Mohammad al-Amin. Een groot deel van de nog overgebleven wijnodes dateren uit die latere periode.
Hij kwam al snel bekend te staan om de scherpe en humoristische ondertoon in veel van zijn werken waarin hij niet de traditionele woestijnthema’s behandelde, maar het leven in de stad. Zijn werk omvat gedichten over de vreugde van het drinken van wijn (khamriyyat, wijnpoëzie) en over de liefde, met name die voor jongens (mudhakkarat, homo-erotische poëzie) en die voor als jongen verklede meisjes (ghulamiyyat). Verder schreef hij lofzangen en gedichten over de jacht. Abu Nuwas was berucht voor zijn spotdichten en choqueerde geregeld door openlijk te schrijven over dingen die de islam verbood.

## Verbanning en gevangenschap
Abu Nuwas moest gedwongen naar Egypte vluchten nadat hij een gedicht had geschreven waarin hij de Barmakiden, een machtige familie die was uitgemoord door de kalief Haroen ar-Rashid, prees. Hij keerde terug naar Bagdad in 809 na de dood van Haroen ar-Rashid. Toen Mohammed al-Amin, Harun ar-Rashids zoon en ooit een leerling van Abu Nuwas, aan de macht kwam, brak voor Abu Nuwas tijdelijk een tijd van grote voorspoed aan. Net als Abu Nuwas hield ook de nieuwe kalief van wijn en jongens. Veel geleerden zijn van mening dat Abu Nuwas zijn meeste werken schreef tijdens de regeerperiode van al-Amin. Zijn bekendste werk uit deze tijd was een gedicht waarin hij al-Amin prees.
Aan deze voorspoed kwam een eind toen Abu Nuwas in een dronken bui te ver ging met zijn satire. Hij werd in de gevangenis gegooid. Amin werd uiteindelijk van de troon gestoten door zijn broer, Al-Ma'mun, die totaal geen tolerantie had voor Abu Nuwas. 
Volgens sommige bronnen zorgde zijn angst voor de gevangenis ervoor dat Abu Nuwas een nieuwe weg insloeg en zwaar religieus werd. Andere bronnen beweren dat zijn latere werken, die duidelijk van een ander genre zijn, waren bedoeld in de hoop vergeving te krijgen van de kalief. Er wordt beweerd dat al-Ma'muns secretaris Zonbor Abu Nuwas ertoe verleidde om een satirisch gedicht te schrijven over Ali, de zwager van de profeet. Zonbor las dit gedicht vervolgens hardop voor aan een groot publiek, wat ervoor zorgde dat Abu Nuwas in de gevangenis bleef.
Abu Nuwas stierf rond het jaar 810. Volgens sommige bronnen stierf hij in de gevangenis. Volgens anderen werd hij vergiftigd door Ismail bin Abu Sehl.

## Nasleep
Abu Nuwas wordt vandaag de dag gezien als een van de grootmeesters van de klassieke Arabische literatuur. Zijn werk diende als inspiratie voor veel latere schrijvers, waaronder Omar Khayyám en Hafiz. Een karikatuur van Abu Nuwas is terug te vinden in enkele verhalen van Duizend-en-één-nacht.
Abu Nuwas verpersoonlijkte een vurige en jubelende verwerping van de moraliteit van de stam. Hij gaf poëtische uitdrukking aan een stedelijk humanisme dat zich zowel tegen de tribale verworvenheden van het Omajjadisch-Abbasidische patriarchaat als tegen het legalisme van de oelama afzette.
Zijn vrijheid van meningsuiting, vooral over onderwerpen die door islamitische normen werden verboden, heeft ertoe geleid dat veel van zijn werk later in gecensureerde vorm werd uitgegeven.
De Islam verbiedt het gebruik van alcohol. Niettemin was Abu Nuwas lang niet de enige beoefenaar van het genre van de wijnpoëzie, en hij wordt daarin tot de top van de wereldliteratuur gerekend.
Arabische wijnpoëzie ontwikkelde zich over een periode van ongeveer 2 eeuwen tussen de dichters al-A'sa (overleden circa 629) en Abu Nuwas.
Het verbod op het drinken van wijn en het gokken is een regel van sociale orde, en verschilt daarin van de verbodsbepalingen op varkensvlees, bloed en aas, die te maken hebben met reinheid. Veel moslims trokken zich van het alcoholverbod weinig aan, hetzij omdat ze vertrouwden op de genade van God jegens trouwe zondaars, hetzij omdat ze ervan uitgingen dat het verbod alleen bedoeld was om gewone, onwetende mensen te behoeden voor dronkenschap, en niet van toepassing was op de verfijnde elite.

## Hedendaagse eerbewijzen
In 1976 vernoemde de Internationale Astronomische Unie de krater Abu Nuwas in de Kuipervierhoek op Mercurius naar hem.
De Abu Nuwasstraat in Bagdad loopt parallel met de Tigris en was lange tijd het prestigieuze uitgaanscentrum van de stad. Sinds de jaren 1990 is de straat echter om veiligheidsredenen niet meer publiek toegankelijk; ze ligt namelijk recht tegenover het presidentiële paleis.
In 2001 annuleerde de Egyptische minister van Cultuur Farouk Hosni de eerder geplande publicatie van twee delen van het verzameld werk van Abu Nuwas, en liet hij grote aantallen van eerder gepubliceerde delen verbranden. Die actie maakte deel uit van een algemenere verstrenging van de Egyptische censuur inzake godslastering en pornografie onder invloed van de toenemende macht van de Moslimbroederschap.
In 2004 wonnen Jaume Ferrer en Anna Gil de Catalaanse Serra d'Or-criticiprijs voor literatuur en essay voor hun bewerking van de poëzie van Abu Nuwas.